# 영천사 (영동군)
영천사(靈泉寺)는 대한민국 충청북도 영동군 황간면 신흥리에 있다. 1996년 4월 15일 영동군의 향토유적 제25호로 지정되었다.

## 개요
1912년 보살 이칠만의 조모 서봉순이 창건한 사찰로 1988년 5월 28일 전통사찰 제35호로 등록되었고, 1992년 범준스님이 요사채를 중창하여 오늘에 이르고 있다. 대웅전 1동, 산신각 1동, 요사채 2동이 있다.

## 참고 문헌
- 영천사[깨진 링크(과거 내용 찾기)] - 영동군 향토유적